# Liste der denkmalgeschützten Objekte in St. Georgen an der Leys
Die Liste der denkmalgeschützten Objekte in St. Georgen an der Leys enthält die denkmalgeschützten, unbeweglichen Objekte der niederösterreichischen Gemeinde St. Georgen an der Leys.

## Denkmäler
| Foto |                 | Denkmal | Standort                                                                    | Beschreibung | Metadaten |
| ---- | --------------- | --- | --------------------------------------------------------------------------- | --- | --- |
| ja   | Datei hochladen | Pfarrhof HERIS-ID: 21285 Objekt-ID: 17603                                                                          | Sankt Georgen an der Leys 2 Standort KG: St. Georgen an der Leys            | Der Pfarrhof von St. Georgen ist ein zweigeschoßiger Bau aus der zweiten Hälfte des 18. Jahrhunderts, der im Laufe der Zeit oftmals verändert wurde. | BDA-Hist.: Q37860827 Status: § 2a Stand der BDA-Liste: 2025-06-30 Name: Pfarrhof GstNr.: .5 |
| ja   | Datei hochladen | Kath. Pfarrkirche hll. Georg und Gregor der Große HERIS-ID: 21284 Objekt-ID: 17602                                 | Sankt Georgen an der Leys 2, gegenüber Standort KG: St. Georgen an der Leys | Die Pfarrkirche ist ein spätbarocker Zentralbau aus den Jahren 1758 bis 1762 mit Einturm-Westfassade und frühbarockem, eingezogenem Chor. Die Einrichtung ist vorwiegend im Barockstil. | BDA-Hist.: Q37860810 Status: § 2a Stand der BDA-Liste: 2025-06-30 Name: Kath. Pfarrkirche hll. Georg und Gregor der Große GstNr.: .1 Pfarrkirche St. Georgen an der Leys                                                              |
| ja   | Datei hochladen | Ablasskammer HERIS-ID: 111594 Objekt-ID: 129546seit 2012                                                           | Standort KG: St. Georgen an der Leys                                        | Die Ablasskammer ist ein Teil der II. Wiener Hochquellenwasserleitung. Die 183 Kilometer lange Leitung wurde auf Betreiben von Karl Lueger errichtet und nach zehnjähriger Bauzeit am 2. Dezember 1910 als II. Kaiser-Franz-Josef-Hochquellenleitung eröffnet.                                                                                                   | BDA-Hist.: Q37825238 Status: Bescheid Stand der BDA-Liste: 2025-06-30 Name: Ablasskammer GstNr.: 528/1 |
| ja   | Datei hochladen | Leysbachaquädukt HERIS-ID: 111595 Objekt-ID: 129547seit 2012                                                       | Standort KG: St. Georgen an der Leys                                        | Das Leysbachaquädukt ist ein Teil der II. Wiener Hochquellenwasserleitung und befindet sich auf der Gemeindegrenze von Scheibbs und St. Georgen an der Leys. | BDA-Hist.: Q37825249 Status: Bescheid Stand der BDA-Liste: 2025-06-30 Name: Leysbachaquädukt GstNr.: 1841, 528/1 |
| BW   | Datei hochladen | Stücklehenaquädukt HERIS-ID: 111597 Objekt-ID: 129549seit 2012                                                     | Standort KG: St. Georgen an der Leys                                        | Die II. Wiener Hochquellenwasserleitung ist eine 183 Kilometer lange Trinkwasser-Versorgungsleitung für die Stadt Wien. Sie wurde auf Betreiben von Karl Lueger errichtet und nach zehnjähriger Bauzeit am 2. Dezember 1910 als II. Kaiser-Franz-Josef-Hochquellenleitung eröffnet. Das Stücklehenaquädukt ist ein Teil der II. Wiener Hochquellenwasserleitung. | BDA-Hist.: Q37825270 Status: Bescheid Stand der BDA-Liste: 2025-06-30 Name: Stücklehenaquädukt GstNr.: 530, 531, 520/4 |
| ja   | Datei hochladen | Kanalbrücke Feldbauer, Ein- und Auslaufkammer Melkdüker (EK 57, AK 58) HERIS-ID: 111598 Objekt-ID: 129550seit 2012 | Standort siehe Beschreibung KG: St. Georgen an der Leys                     | Neben weiteren Bauwerken der II. Wiener Hochquellenwasserleitung sind im Gemeindegebiet auch noch die Kanalbrücke Feldbauer (Lage) und die Einlaufkammer EK 57 (Lage) sowie die Auslaufkammer AK 58 (Lage) des rund 430 Meter Luftlinie langen Melkdükers geschützt.                                                                                             | BDA-Hist.: Q37825279 Status: Bescheid Stand der BDA-Liste: 2025-06-30 Name: Kanalbrücke Feldbauer, Ein- und Auslaufkammer Melkdüker (EK 57, AK 58) GstNr.: 366/1, 472, 461, 495/2 Hochquellenwasserleitung in St. Georgen an der Leys |